# 北海道第8区
北海道第8区（ほっかいどうだい8く）は、日本の衆議院総選挙における選挙区。
1994年（平成6年）の公職選挙法改正で設置。

## 区域
2013年（平成25年）公職選挙法改正以降の区域は以下のとおりである。中選挙区時代の旧北海道3区（定数3）と同一区域である。
- 函館市
- 北斗市
- 北海道渡島総合振興局管内
- 北海道檜山振興局管内

1994年（平成6年）公職選挙法改正から2013年の小選挙区改定までの区域は以下のとおりである。
- 函館市
- 渡島支庁管内
- 檜山支庁管内

## 歴史
1996年以降、2009年の衆院選までは民主党（1996年は旧民主党）の議員が議席を占めていた。
第41回および第42回で当選した鉢呂吉雄は、2003年北海道知事選挙出馬のために議員辞職し、落選後の第43回以降は4区にて活動している。
その後は比例単独候補だった金田誠一が出馬していた。
自由民主党の候補者は2000年引退した佐藤孝行と、その次男である佐藤健治であったが、2度落選し、2009年の第45回では、新たに福島啓史郎を立てたが、民主党が金田が引退し前回比例単独候補で元ニセコ町町長の逢坂誠二を擁立し当選。
その後、民主党に猛烈な逆風が吹いた2012年の第46回では、この選挙区で初めて自民党の前田一男が当選した。
2014年の第47回は逢坂が議席を奪還。前田は比例北海道ブロックで復活当選した。
2017年の第48回は無所属で出馬した逢坂が議席を守り、前田は比例復活もできなかった。立憲民主党は逢坂誠二を追加公認した。
2021年の第49回も前回同様に逢坂が当選、前田は落選の結果になった。
2024年の第50回で自民党は前田に代わって公募で選ばれたシンクタンク代表の向山淳を擁立したが逢坂が四選し、向山は党の裏金問題による逆風を受けるものの復活での初当選となった。
ちなみに、小選挙区制施行にあたって区割りや定数の参考とされた1990年国勢調査人口では全国で最も人口の多い選挙区（約54万6000人）であり、当時全国最少の島根3区（当時約25万5000人）との格差は2.14倍に達した。

## 小選挙区選出議員
| 選挙名                 | 年                 | 当選者   | 党派       |
| ---------------------- | ------------------ | -------- | ---------- |
| 第41回衆議院議員総選挙 | 1996年（平成8年）  | 鉢呂吉雄 | 民主党     |
| 第42回衆議院議員総選挙 | 2000年（平成12年） | 鉢呂吉雄 | 民主党     |
| 第43回衆議院議員総選挙 | 2003年（平成15年） | 金田誠一 | 民主党     |
| 第44回衆議院議員総選挙 | 2005年（平成17年） | 金田誠一 | 民主党     |
| 第45回衆議院議員総選挙 | 2009年（平成21年） | 逢坂誠二 | 民主党     |
| 第46回衆議院議員総選挙 | 2012年（平成24年） | 前田一男 | 自由民主党 |
| 第47回衆議院議員総選挙 | 2014年（平成26年） | 逢坂誠二 | 民主党     |
| 第48回衆議院議員総選挙 | 2017年（平成29年） | 逢坂誠二 | 無所属     |
| 第49回衆議院議員総選挙 | 2021年（令和3年）  | 逢坂誠二 | 立憲民主党 |
| 第50回衆議院議員総選挙 | 2024年（令和6年）  | 逢坂誠二 | 立憲民主党 |

## 選挙結果
時の内閣：第1次石破内閣 解散日：2024年10月9日 公示日：2024年10月15日
当日有権者数：34万3912人 最終投票率：57.00%（前回比：3.08%） （全国投票率：53.85%（2.08%））
| 当落 | 候補者名 | 年齢 | 所属党派   | 新旧 | 得票数   | 得票率 | 惜敗率 | 推薦・支持               | 重複 |
| ---- | -------- | ---- | ---------- | ---- | -------- | ------ | ------ | ------------------------ | ---- |
| 当   | 逢坂誠二 | 65   | 立憲民主党 | 前   | 97,758票 | 50.79% | ――     | 社会民主党北海道連合支持 |      |
| 比当 | 向山淳   | 40   | 自由民主党 | 新   | 83,006票 | 43.13% | 84.91% | 公明党・新党大地推薦     | ○    |
|      | 本間勝美 | 56   | 日本共産党 | 新   | 11,708票 | 6.08%  | 11.98% |                          |      |

- 向山は第26回参議院議員通常選挙に比例区から立候補したが落選。

時の内閣：第1次岸田内閣 解散日：2021年10月14日 公示日：2021年10月19日
当日有権者数：36万1180人 最終投票率：60.08%（前回比：0.33%） （全国投票率：55.93%（2.25%））
| 当落 | 候補者名 | 年齢 | 所属党派   | 新旧 | 得票数    | 得票率 | 惜敗率 | 推薦・支持               | 重複 |
| ---- | -------- | ---- | ---------- | ---- | --------- | ------ | ------ | ------------------------ | ---- |
| 当   | 逢坂誠二 | 62   | 立憲民主党 | 前   | 112,857票 | 52.68% | ――     | 社会民主党北海道連合支持 | ○    |
|      | 前田一男 | 55   | 自由民主党 | 元   | 101,379票 | 47.32% | 89.83% | 公明党・新党大地推薦     | ○    |

- 前田は2023年北海道議会議員選挙（渡島地域選挙区）に立候補し当選。

時の内閣：第3次安倍第3次改造内閣 解散日：2017年9月28日 公示日：2017年10月10日
当日有権者数：38万1321人 最終投票率：60.41%（前回比：5.82%） （全国投票率：53.68%（1.02%））
| 当落 | 候補者名 | 年齢 | 所属党派          | 新旧 | 得票数    | 得票率 | 惜敗率 | 推薦・支持       | 重複 |
| ---- | -------- | ---- | ----------------- | ---- | --------- | ------ | ------ | ---------------- | ---- |
| 当   | 逢坂誠二 | 58   | 無所属 (民進党籍) | 前   | 125,771票 | 55.40% | ――     |                  |      |
|      | 前田一男 | 51   | 自由民主党        | 前   | 101,243票 | 44.60% | 80.50% | 公明党・新党大地 | ○    |

- 逢坂は当選後立憲民主党に追加公認。

時の内閣：第2次安倍改造内閣 解散日：2014年11月21日 公示日：2014年12月2日
当日有権者数：38万6040人 最終投票率：54.59%（前回比：4.63%） （全国投票率：52.66%（6.66%））
| 当落 | 候補者名 | 年齢 | 所属党派   | 新旧 | 得票数   | 得票率 | 惜敗率 | 推薦・支持 | 重複 |
| ---- | -------- | ---- | ---------- | ---- | -------- | ------ | ------ | ---------- | ---- |
| 当   | 逢坂誠二 | 55   | 民主党     | 元   | 97,745票 | 47.32% | ――     |            | ○    |
| 比当 | 前田一男 | 48   | 自由民主党 | 前   | 91,351票 | 44.22% | 93.46% | 公明党     | ○    |
|      | 原田有康 | 66   | 日本共産党 | 新   | 17,465票 | 8.46%  | 17.87% |            |      |

時の内閣：野田第3次改造内閣 解散日：2012年11月16日 公示日：2012年12月4日 最終投票率：59.22% （全国投票率：59.32%（9.96%））
| 当落 | 候補者名 | 年齢 | 所属党派     | 新旧 | 得票数    | 得票率 | 惜敗率 | 推薦・支持 | 重複 |
| ---- | -------- | ---- | ------------ | ---- | --------- | ------ | ------ | ---------- | ---- |
| 当   | 前田一男 | 46   | 自由民主党   | 新   | 107,937票 | 47.53% | ――     |            | ○    |
|      | 逢坂誠二 | 53   | 民主党       | 前   | 77,402票  | 34.09% | 71.71% |            | ○    |
|      | 北出美翔 | 26   | 日本未来の党 | 新   | 25,793票  | 11.36% | 23.90% |            | ○    |
|      | 高橋佳大 | 53   | 日本共産党   | 新   | 15,953票  | 7.03%  | 14.78% |            |      |

- 北出は第49回・50回は立憲民主党公認で比例東京ブロック単独で立候補したが落選。

時の内閣：麻生内閣 解散日：2009年7月21日 公示日：2009年8月18日 （全国投票率：69.28%（1.77%））
| 当落 | 候補者名   | 年齢 | 所属党派   | 新旧 | 得票数    | 得票率 | 惜敗率 | 推薦・支持 | 重複 |
| ---- | ---------- | ---- | ---------- | ---- | --------- | ------ | ------ | ---------- | ---- |
| 当   | 逢坂誠二   | 50   | 民主党     | 前   | 171,114票 | 62.60% | ――     |            | ○    |
|      | 福島啓史郎 | 63   | 自由民主党 | 新   | 58,046票  | 21.24% | 33.92% |            | ○    |
|      | 佐藤健治   | 52   | 無所属     | 新   | 40,090票  | 14.67% | 23.43% |            | ×    |
|      | 西野晃     | 32   | 幸福実現党 | 新   | 4,075票   | 1.49%  | 2.38%  |            |      |

- 金田は引退、前回は比例単独で当選した逢坂を立てた。

時の内閣：第2次小泉改造内閣 解散日：2005年8月8日 公示日：2005年8月30日 （全国投票率：67.51%（7.65%））
| 当落 | 候補者名 | 年齢 | 所属党派   | 新旧 | 得票数    | 得票率 | 惜敗率 | 推薦・支持 | 重複 |
| ---- | -------- | ---- | ---------- | ---- | --------- | ------ | ------ | ---------- | ---- |
| 当   | 金田誠一 | 57   | 民主党     | 前   | 134,963票 | 49.80% | ――     |            | ○    |
|      | 佐藤健治 | 48   | 自由民主党 | 新   | 114,141票 | 42.12% | 84.57% |            | ○    |
|      | 前川一夫 | 57   | 日本共産党 | 新   | 21,891票  | 8.08%  | 16.22% |            |      |

時の内閣：第1次小泉第2次改造内閣 解散日：2003年10月10日 公示日：2003年10月28日 （全国投票率：59.86%（2.63%））
| 当落 | 候補者名   | 年齢 | 所属党派   | 新旧 | 得票数    | 得票率 | 惜敗率 | 推薦・支持 | 重複 |
| ---- | ---------- | ---- | ---------- | ---- | --------- | ------ | ------ | ---------- | ---- |
| 当   | 金田誠一   | 56   | 民主党     | 前   | 106,709票 | 42.25% | ――     |            | ○    |
|      | 佐藤健治   | 46   | 自由民主党 | 新   | 74,482票  | 29.49% | 69.80% |            | ○    |
|      | 前田一男   | 37   | 無所属     | 新   | 55,400票  | 21.93% | 51.92% |            | ×    |
|      | 伏木田政義 | 56   | 日本共産党 | 新   | 15,980票  | 6.33%  | 14.98% |            |      |

- 鉢呂の議員辞職により欠員区となっていたため2003年10月に補欠選挙実施の予定であったが、その告示予定日直前に衆議院が解散されたため消滅し本選挙へ移行した。
- 金田は前回まで比例単独候補。

時の内閣：第1次森内閣 解散日：2000年6月2日 公示日：2000年6月13日 （全国投票率：62.49%（2.84%））
| 当落 | 候補者名 | 年齢 | 所属党派   | 新旧 | 得票数    | 得票率 | 惜敗率 | 推薦・支持 | 重複 |
| ---- | -------- | ---- | ---------- | ---- | --------- | ------ | ------ | ---------- | ---- |
| 当   | 鉢呂吉雄 | 52   | 民主党     | 前   | 123,638票 | 47.27% | ――     |            | ○    |
|      | 佐藤孝行 | 72   | 自由民主党 | 前   | 111,551票 | 42.65% | 90.22% |            | ○    |
|      | 原田有康 | 51   | 日本共産党 | 新   | 26,345票  | 10.07% | 21.31% |            |      |

- 鉢呂は、北海道知事選（2003年）立候補で議員辞職。43回以降は4区に国替えし当選。

時の内閣：第1次橋本内閣 解散日：1996年9月27日 公示日：1996年10月8日 （全国投票率：59.65%（8.11%））
| 当落 | 候補者名 | 年齢 | 所属党派   | 新旧 | 得票数    | 得票率 | 惜敗率 | 推薦・支持 | 重複 |
| ---- | -------- | ---- | ---------- | ---- | --------- | ------ | ------ | ---------- | ---- |
| 当   | 鉢呂吉雄 | 48   | 民主党     | 前   | 110,305票 | 47.53% | ――     |            | ○    |
| 比当 | 佐藤孝行 | 68   | 自由民主党 | 前   | 94,700票  | 40.81% | 85.85% |            | ○    |
|      | 高橋佳大 | 37   | 日本共産党 | 新   | 27,058票  | 11.66% | 24.53% |            |      |

- 高橋は1999年に函館市の市議に当選。連続3期務めた。その後、2012年12月の第46回総選挙に出馬（落選）。